# Kékfejű amazília
A kékfejű amazília (Saucerottia cyanocephala) a madarak osztályának sarlósfecske-alakúak (Apodiformes) rendjébe és a kolibrifélék (Trochilidae) családjába tartozó faj.

## Rendszerezése
A fajt Rene Primevere Lesson írta le 1829-ben, az Ornismya nembe Ornismya cyanocephalus néven. Sorolták a Amazilia nembe Amazilia cyanocephala néven is.

## Alfajai
- Saucerottia cyanocephala chlorostephana (T. R. Howell, 1965)
- Saucerottia cyanocephala cyanocephala (R. Lesson, 1830)[2]

## Előfordulása
Mexikó, Belize, Guatemala, Honduras, Nicaragua és Salvador területén honos. Természetes élőhelyei a szubtrópusi vagy trópusi síkvidéki és hegyi esőerdők, szavannák, és cserjések, valamint legelők és vidéki kertek. Állandó, nem vonuló faj.

## Megjelenése
Testhossza 11 centiméter.
|  |

## Természetvédelmi helyzete
Az elterjedési területe nagyon nagy, egyedszáma ugyan csökken, de még nem éri el a kritikus szintet. A Természetvédelmi Világszövetség Vörös listáján nem fenyegetett fajként szerepel.